# Taï-Pan (film)
 (juin 2024).
Si vous disposez d'ouvrages ou d'articles de référence ou si vous connaissez des sites web de qualité traitant du thème abordé ici, merci de compléter l'article en donnant les références utiles à sa vérifiabilité et en les liant à la section « Notes et références ».
Pour plus de détails, voir Fiche technique et Distribution.
Taï-Pan (Tai-Pan) est un film américain réalisé par Daryl Duke, sorti en 1986.

## Synopsis
L'histoire de la colonie de Hong Kong dans ses premières années de domination britannique après la Première guerre de l'opium. 

## Fiche technique
- Titre original : Tai-Pan
- Titre français : Taï-Pan
- Réalisation : Daryl Duke
- Scénario : John Briley et Stanley Mann
- Musique : Maurice Jarre
- Pays d'origine :  États-Unis
- Sociétés de production : De Laurentiis Entertainment Group (DEG)
- Genre : Drame, film d'aventure
- Durée : 127 minutes
- Date de sortie :
  - États-Unis : 7 novembre 1986[1]
  - France : 11 février 1987[2]

## Distribution
- Bryan Brown : Dirk Struan
- Joan Chen : May–May
- John Stanton : Tyler Brock
- Tim Guinee : Culum Struan
- Bill Leadbitter : Gorth Brock
- Russell Wong : Gordon Chen
- Katy Behean : Mary Sinclair
- Kyra Sedgwick : Tess Brock
- Janine Turner : Shevaun Tillman
- Norman Rodway : Aristotle Quance
- John Bennett : le capitaine Orlov
- Derrick Branche : Vargas
- Vic Armstrong : le marin ivre
- Dickey Beer : l'équipage de Brock
- Cheng Chuang : Jin Qua
- Chen Shu : Chen Sheng
- Rosemarie Dunham : Mme Fothergill
- Robert Easton : le comte Zergeyev
- Richard Foo : Lin Din
- Nicholas Gecks : Horatio Sinclair
- Carol Gillies : Liza Brock
- Pat Gorman : le marchand britannique 2
- Michael C. Gwynne : Jeff Cooper
- Billy Horrigan : l'équipage de Brock
- Patrick Ryecart : le capitaine Glessing
- Bert Remsen : Wilf Tillman
- Rob Spendlove : Nagrek
- Lisa Lu : Ah-Gip
- Barbara Keogh : Mme Quance
- Denise Kellogg : le modèle nu
- Joycelene Lu : la pute battue
- Phil Chatterton (tongplaw) : le maître d'équipage
- Frans Dames : un officier britannique et le marchant
- Chen Kuan-tai : Wung
- Leslie Peterkin : le joueur de cornemuse de Taï-Pan

## Distinctions
- 2 prix nommés aux Razzie Awards en 1987 :
  - Pire actrice (Joan Chen)
  - Pire révélation (Joan Chen)